# Amy Ryan
Amy Ryan, geboren als Amy Beth Dziewiontkowski (New York, 3 mei 1968), is een Amerikaans actrice. Ze werd in 2008 genomineerd voor zowel een Oscar als een Golden Globe voor haar rol als 'Helene McCready' in Gone Baby Gone. Meer dan dertig nominaties voor andere filmprijzen verzilverde ze daadwerkelijk. De film Birdman, waarin zij 'Sylvia' speelt, won in 2015 vier Oscars.
Behalve in films, verschijnt Ryan regelmatig in gast- en vaste rollen in televisieseries. Ze speelde terugkerende personages in onder meer As the World Turns, I'll Fly Away, 100 Centre Street, verschillende versies van Law & Order, The Naked Truth, The Wire en The Office US. Toen ze in 1999 haar (bioscoop)filmdebuut maakte in Roberta, speelde ze al sinds 1990 in televisiefilms en tal van eenmalige gastrollen in televisieseries als Home Improvement, Quantum Leap en ER.
Ryan trouwde in 2011 met scriptschrijver-producent Eric Slovin. De twee waren twee jaar eerder ouders geworden van hun eerste kind, een dochter.

## Filmografie
*Exclusieftelevisiefilms
| - Wolfs (2024) - Margaret - Only Murders in the Building (2021-2024) - Jan Bellows - Lost Girls (2020) - Mari Gilbert - What Is Life Worth (2020) - Camille Biros - Strange But True (2019) - Charlene - Late Night (2019) - Caroline Morton - Beautiful Boy (2018) - Vicki - Abundant Acreage Available (2017) - Tracy - Monster Trucks - (2016) - Cindy - The Infiltrator (2016) - Bonni Tischler - Central Intelligence (2016) - Pamela Harris - Bridge of Spies (2015) - Mary Donovan - Goosebumps (2015) - Gale - Louder than Bombs (2015) - Hannah - Don Verdean (2015) - Carol - Birdman (2014) - Sylvia - Devil's Knot (2013) - Margaret Lax - Escape Plan (2013) - Abigail Ross - Clear History (2013) - Wendy - Breathe In (2013) - Megan Reynolds | - Win Win (2011) - Jackie Flaherty - Jack Goes Boating (2010) - Connie - Green Zone (2009) - Lawrie Dayne - Bob Funk (2009) - Ms. Wright - The Missing Person (2009) - Miss Charley - Changeling (2008) - Carol Dexter - Dan in Real Life (2007) - Eileen Burns - Neal Cassady (2007) - Carolyn Cassady - Before the Devil Knows You're Dead (2007) - Martha Hanson - Gone Baby Gone (2007) - Helene McCready - Forward (2007) - Shiner (2006) - Mom - Marvelous (2006) - Queenie - Looking for Comedy in the Muslim World (2005) - Emily Brooks - Capote (2005) - Marie Dewey - War of the Worlds (2005) - Neighbor with Toddler - Keane (2004) - Lynn Bedik - You Can Count on Me (2000) - Rachel Louise Prescott - A Pork Chop for Larry (2000) - Beth - Roberta (1999) - Judy |

## Filmprijzen
- Boston Society of Film Critics Award - beste bijrol (in Gone Baby Gone)
- Broadcast Film Critics Association Award - beste bijrol (in Gone Baby Gone)
- Florida Film Critics Circle Awards - beste bijrol (in Gone Baby Gone)
- Gotham Award - voor de totale cast van Before the Devil Knows You're Dead
- Los Angeles Film Critics Association Award - beste bijrol (in Gone Baby Gone)
- National Board of Review Award - beste bijrol (in Gone Baby Gone)
- New York Film Critics Circle Award - beste bijrol (in Gone Baby Gone)
- Online Film Critics Society Award - beste bijrol (in Gone Baby Gone)
- Phoenix Film Critics Society Award - beste bijrol (in Gone Baby Gone)
- San Diego Film Critics Society Award - beste bijrol (in Gone Baby Gone)
- San Francisco Film Critics Circle Award - beste bijrol (in Gone Baby Gone)
- Santa Barbara International Film Festival - Virtuoso Award
- Satellite Awards - beste bijrol - (in Gone Baby Gone)
- Southeastern Film Critics Association Award (in Gone Baby Gone)
- Washington DC Area Film Critics Association Award (in Gone Baby Gone)